# Bulimulus ustulatus
Bulimulus ustulatus é uma espécie de gastrópode  da família Orthalicidae.
É endémica de Equador.